# Döden kan ej vittna
Döden kan ej vittna är en amerikansk film från 1944 i regi av Robert Siodmak. Det är en filmatisering av Cornell Woolrichs bok En dam är förlorad från 1942.

## Handling
Efter ett bråk med sin fru tillbringar Scott Henderson kvällen med en okänd hattbärande kvinna som inte vill berätta mycket om sig själv. När han kommer hem är hans fru strypt och han blir misstänkt för mordet. Han misslyckas med att få fram alibi och ingen tycks komma ihåg den okända kvinnan. Scotts sekreterare Carol Richman bestämmer sig för att hjälpa honom genom egna efterforskningar.

## Rollista
- Franchot Tone - Jack Marlow
- Ella Raines - Carol Richman
- Alan Curtis - Scott Henderson
- Aurora Miranda - Estela
- Thomas Gomez - kommissarie Burgess
- Fay Helm - Ann Terry
- Elisha Cook Jr. - Cliff
- Andrew Tombes - bartender
- Regis Toomey - "Chewing Gum"
- Joseph Crehan - Tom